# HoneyLuv
 (juin 2025).
Si vous disposez d'ouvrages ou d'articles de référence ou si vous connaissez des sites web de qualité traitant du thème abordé ici, merci de compléter l'article en donnant les références utiles à sa vérifiabilité et en les liant à la section « Notes et références ».
HoneyLuv, de son vrai nom Taylor Alexis Character (née le 28 octobre 1994 à Cleveland (Ohio) aux États-Unis) est une disc jockey, productrice et chanteuse de musique électronique américaine.

## Biographie

### Jeunesse
Avant de se lancer dans une carrière musicale, elle pratiquait le basketball et jouait dans le championnat universitaire américain NCAA, avant de s'engager par la suite dans l'armée américaine et devenir opératrice et mécanicienne de drones dans l'US Navy. Sa transition vers la musique a lieu en 2018 lorsqu'elle apprend à mixer et à produire de la musique, alors basée à Malibu en Californie.

### Débuts
Sa passion pour la musique remonte à l'enfance, alors influencée par les goûts musicaux éclectiques de sa mère qui inclut des légendes du Hip Hop comme Missy Elliott ou des divas du R'n'B comme CeCe Peniston. Cette exposition précoce aux artistes référence de la musique noire et à une grande diversité de genres musicaux ont joué un rôle significatif dans la mise en forme de sa vision artistique. Les influences de sa musique sont caractérisées par un mélange de R'n'B, de Reggaeton, d'Afrobeat, de House et de Techno, reflétant son attachement à la diversité musicale.

## Discographie

### Remixes
2021
- BL Suede - Love No Limit (HoneyLuv ReFreak)

2022
- Diplo & Seth Troxler feat. Desire - Waiting For You (HoneyLuv Remix)
- Melle Brown & Annie Mac - Feel About You (HoneyLuv Remix)
- Will Clarke feat. Sharlene Hector - T.Y.S.D. (Throw Your Soul Down) (HoneyLuv Remix)

2024
- Jamie Jones & Amémé - Pliva (HoneyLuv Remix)
- Jaden Thompson - Downtown (HoneyLuv Remix)
- Muni Long - Made For Me (HoneyLuv AfroLuv Remix)

2025
- Lenny Kravitz - Let It Ride (HoneyLuv Remix)